# Juan Francés
Juan Francés fue un escultor y rejero que vivió entre los siglos XV y XVI, iniciador de una escuela toledana de rejería, denominado por los autores como maestro mayor de las armas de hierro en España. A pesar de su apellido debió ser francés, y fue uno de los más antiguos y eminentes maestros de Castilla. 

## Historia
Desarrolló la mayor parte de su actividad en Toledo, siendo nombrado maestro mayor de rexas de la iglesia catedral de la ciudad, destino de muchas de sus obras, destacando entre ellas la que realizó en 1494 para el Sagrario Antiguo, la de la capilla mozárabe en 1524 o la de la capilla de San Martín, entre otras.
Otras de sus obras fueron las rejas de la capilla mayor y coro de la catedral de El Burgo de Osma (1505), la de la capilla mayor de la catedral de San Justo y Pastor de Alcalá de Henares, así como en la catedral de Santiago de Compostela o en la catedral de la Magdalena de Getafe.
También se le atribuyen las rejas del coro, frente y costados de la capilla mayor de la catedral de Ávila, así como sus púlpitos; la reja que separa la capilla de Santiago de la de la Asunción de la catedral de Santa María de Sigüenza, donde se le atribuyen también las de las capillas de la Anunciación, Santa Librada, San Pedro y Santa Catalina; y finalmente la reja del presbiterio del convento de San Juan de la Penitencia de Toledo.